# Дерби (игровой спорт)
Де́рби (англ. derby) — спортивное соревнование между соперниками из одного города или региона. Использование этого термина распространено в футболе. В Северной Америке аналогичные соревнования чаще называются термином кросстаун райвлри.
По наиболее распространённой версии, это слово происходит от футбольной игры, проводимой ежегодно во время Королевской футбольной масленицы. Действие происходило между двумя частями города Дерби в Англии.
Другой версией принято считать, что матч футбольных команд из одной местности назвали дерби, по аналогии с особым видом состязания в конном спорте (см. Дерби в конном спорте). Эти скачки были основаны 12-м графом Дерби в 1780 году, и были сравнимы по интересу публики с современными футбольными дерби.
Существует ещё одна теория, что термин «дерби» появился из-за матчей между командами «Ливерпуль» и «Эвертон» (ныне мерсисайдское дерби).
Слово дерби используется для обозначения матча двух команд из одного города или региона. Исторически эти матчи сопровождались большим ажиотажем зрителей и отличались принципиальной важностью для игроков, а вследствие этого и большой зрелищностью. «Дерби» в еврокубках может проходить с командами из одного города или страны, матчи такого уровня принято называть «дерби» если это не касается одного города, а только страны. В связи с этим, чтобы повысить интерес зрителей, слово дерби неверно стали употреблять для футбольных противостояний двух соперников, делящих первое-второе место чемпионата на протяжении долгих лет. Например, матчи «Аякс» — «Фейеноорд» тоже иногда неверно называют «дерби», хотя таковыми не являются (в Нидерландах это противостояние называется Де Классикер). Термин дерби редко применяется для матчей между сборными командами, но матчи между странами Великобритании, бывшего СССР и других государств, исторически входивших в состав одного, также отличаются принципиальностью.
В городе Дерби своего дерби нет – в этом городе существует только одна футбольная команда — «Дерби Каунти». Ранее в городе существовало дерби, между собой соперничали команды «Дерби Каунти» и «Дерби Мидлэнд», но позже эти два клуба были объединены. В данный момент основным соперником «Дерби Каунти» является футбольный клуб «Ноттингем Форест» из близкого города Ноттингем.

## Футбол

### Дерби клубов

#### Дерби клубов Европы
Самые известные дерби среди клубов в Европе (Список известных противостояний футбольных клубов в Европе):
- Северо-западное дерби, между «Манчестер Юнайтед» и «Ливерпуль»
- Английское класико, между «Манчестер Юнайтед» и «Арсенал»
- Северолондонское дерби, между «Арсенал» и «Тоттенхэм Хотспур»
- Западнолондонское дерби, между «Брентфорд», «Куинз Парк Рейнджерс», «Фулхэм» и «Челси»

- Манчестерское дерби, между «Манчестер Сити» и «Манчестер Юнайтед»
- Мерсисайдское дерби, между «Эвертон» и «Ливерпуль»
- Противостояние роз, между «Лидс Юнайтед» и «Манчестер Юнайтед»
- Ноттингемское дерби, между «Ноттингем Форест» и «Ноттс Каунти»
- Дерби Восточного Ланкашира, между «Блэкберн Роверс» и «Бернли»
- Брэдфордское дерби (или «шерстяное дерби»), между «Брэдфорд Парк Авеню» и «Брэдфорд Сити»
- Бристольское дерби[англ.], между «Бристоль Роверс» и «Бристоль Сити»
- Западное Йоркширское дерби, между «Брэдфорд Сити», «Лидс Юнайтед» и «Хаддерсфилд Таун»
- Дер-Класикер, между «Бавария» и «Боруссия Дортмунд»
- Рурское дерби, между «Боруссия Дортмунд» и «Шальке 04»
- Франкендерби[англ.], между «Нюрнберг» и «Гройтер Фюрт»
- Франко-баварское дерби, между «Бавария» и «Нюрнберг»
- Мюнхенское дерби, между «Бавария» и «Мюнхен 1860»
- Гамбургское дерби, между Гамбург и «Санкт-Паули»
- Северное дерби, между «Гамбург» и «Вердер»
- Берлинское дерби, между «Герта» и «Унион»
- Штутгартское дерби[англ.], между «Штутгарт» и «Штутгартер Кикерс»
- Эль-Класико, между «Реал Мадрид» и «Барселона»
- Мадридское дерби, между «Реал Мадрид» и «Атлетико Мадрид»
- Каталонское дерби, между «Барселона» и «Эспаньол»
- Севильское дерби, между «Реал Бетис» и «Севилья»
- Баскское дерби[англ.], между «Атлетик Бильбао» и «Реал Сосьедад»
- Валенсийское дерби, между «Валенсия» и «Леванте»
- Галисийское дерби[англ.], между «Депортиво Ла-Корунья» и «Сельта»
- Дерби Италии, между «Интернационале» и «Ювентус»
- Миланское дерби, между «Интернационале» и «Милан»
- Итальянское классико[англ.], между «Ювентус» и «Милан»
- Римское дерби, между «Рома» и «Лацио»
- Веронское дерби[англ.], между «Верона» и «Кьево»
- Фонарное дерби, между «Сампдория» и «Дженоа»
- Сицилийское дерби, между «Палермо» и «Катания»
- Де Классикер, между «Аякс» и «Фейеноорд»
- Де Топпер[англ.], между «Аякс» и ПСВ
- Роттердамское дерби[англ.], между «Фейеноорд» и «Спарта»
- О Класико, между «Бенфика» и «Порту»
- Лиссабонское дерби, между «Бенфика» и «Спортинг»
- Класико Драконы против Львов, между «Порту» и «Спортинг»
- Северное дерби, между «Порту» и «Брага»
- Дерби да Инвикта[порт.], между «Порту» и «Боавишта»
- Дерби ду Минью[порт.], между «Брага» и «Витория Гимарайнш»
- Ле Классико, между «Пари Сен-Жермен» и «Олимпик Марсель»
- Ронское дерби, между «Олимпик Лион» и «Сент-Этьен»
- Корсиканское дерби[англ.], между «Бастия» и «Аяччо»
- Средиземноморское дерби[англ.], между «Ницца» и «Бастия», также «Олимпик Марсель», «Монако»
- Противостояние «Олимпиков»[англ.], между «Олимпик Марсель» и «Олимпик Лион»
- Дерби Брюгге[англ.], между «Брюгге» и «Серкль Брюгге»
- Дерби вечных врагов, между «Олимпиакос» и «Панатинаикос»
- Old Firm, между «Селтик» и «Рейнджерс»
- Дерби Данди, между «Данди» и Данди Юнайтед
- New Firm (Шотландия), между «Абердин» и «Данди Юнайтед»
- New Firm (Дания), между «Копенгаген» и «Брондбю»
- Шведское Эль-Класико, между АИК и «Гётеборг»
- Дерби близнецов, между АИК и «Юргорден»
- Стокгольмское дерби[англ.], между «Хаммарбю» и АИК
- Священная война, между «Висла» и «Краковия»
- Пражское дерби, между «Спарта» и «Славия»
- Традиционное дерби, между «Слован» и «Спартак»
- Вечное дерби, между «Црвена Звезда» и «Партизан»
- Битва двух столиц, между «Спартак» и «Зенит»
- Главное московское дерби, оно же «Дерби Всея Руси», между «Спартак» и ЦСКА
- Старейшее российское дерби, между московскими «Спартак» и Динамо
- Братское дерби, между ЦСКА и московским «Динамо», известными многолетней дружбой своих болельщиков

- Петербургское дерби, между «Динамо СПб» и «Зенит»
- Краснодарское дерби, между «Краснодар» и «Кубань»
- Ростовское дерби, между «СКА» и «Ростов»
- Украинское классико, между «Динамо» Киев и «Шахтёр»
- Восточное дерби, между «Днепр» и «Металлист»
- Донецкое дерби[англ.], между «Шахтёр» и «Металлург»
- Белорусское классико, между БАТЭ и «Динамо» Минск
- Азербайджанское дерби, между

«Карабах» и «Нефтчи» 
- Бельгийское классико , между

«Андерлехт» и «Стандард»
- Венское дерби, между «Рапид» и «Аустрия»
- Польское классико, между «Висла» и «Легия»
- Варшавское дерби, между «Легия» и «Полония»
- Великое силезское дерби[пол.], между «Рух» (Хожув) и «Гурник» (Забже)
- Тайн-Уирское дерби, между «Ньюкасл» и «Сандерленд»
- Тайн-Тисское дерби, между «Ньюкасл» и «Мидлсбро»
- Тис-Уирское дерби, между «Мидлсбро» и «Сандерленд»

#### Дерби клубов Южной Америки
Самые известные дерби среди клубов в Южной Америке:
- Суперкласико (Аргентина), между «Бока Хуниорс» и «Ривер Плейт»
- Класико Авельянеды[англ.], между «Индепендьенте» и «Расинг»
- Мирное (ностальгическое) класико[англ.], между «Палмейрас» и «Сантос»
- Дерби Паулиста, между «Коринтианс» и «Палмейрас»
- Мажестозу, между «Сан-Паулу» и «Коринтианс»
- Королевское класико[порт.], между «Форталеза» и «Сеара́»
- Классико Вово, между «Флуминенсе» и «Ботафого»
- Фла-Флу, между «Фламенго» и «Флуминенсе»
- Парагвайское суперкласико[англ.], между «Олимпия» и «Серро Портеньо»
- Класико чёрных и белых, между «Олимпия» и «Либертад»
- Уругвайское класико, между «Пеньяроль» и «Насьональ»
- Clásico de los medianos[исп.], между «Данубио» и «Дефенсор Спортинг»
- Перуанское суперкласико[англ.], между «Альянса Лима» и «Университарио»
- Современная классика[англ.], между «Университарио» и «Спортинг Кристал»
- Чилийское суперкласико[англ.], между «Коло-Коло» и «Универсидад де Чили»
- Университетское класико[англ.], между «Универсидад де Чили» и «Универсидад Католика»

#### Дерби клубов Северной Америки
Самые известные дерби среди клубов в Северной Америке:
- Гондурасское Суперкласико[англ.], между «Мотагуа» и «Олимпия»
- Мексиканское Суперкласико, между «Америка» и «Гвадалахара»
- Класико Капиталино[англ.], между «Америка» и «УНАМ Пумас»
- Калифорния Класико[англ.], между «Лос-Анджелес Гэлакси» и «Сан-Хосе Эртквейкс»
- Эль-Трафико[англ.], между «Лос-Анджелес» и «Лос-Анджелес Гэлакси»
- Нью-йоркское дерби, между «Нью-Йорк Ред Буллз» и «Нью-Йорк Сити»

#### Дерби клубов Африки
Самые известные дерби среди клубов в Африке:
- Алжирское дерби[англ.], между «МК Алжир» и «УСМ Алжир»
- «Асанте Котоко» и «Хартс оф Оук» (Кумаси, Премьер-лига Ганы)
- Каирское дерби, между «Аль-Ахли» и «Замалек»
- Трипольское дерби, между «Аль-Ахли» и «Аль-Иттихад»
- Дерби Касабланки, между «Видад» и «Раджа»
- Тунисское дерби, между «Эсперанс» и «Клуб Африкен»
- Дерби Соуэто, между «Кайзер Чифс» и «Орландо Пайретс»

#### Дерби клубов Азии
Самые известные дерби среди клубов в Азии:
- Тель-авивское дерби[англ.], между «Маккаби» и «Хапоэлем» из Тель-Авива
- Хайфское дерби[англ.], между «Маккаби» и «Хапоэлем» из Хайфы
- Израильское класико (или Израильское дерби), между «Маккаби» из Тель-Авива и «Маккаби» из Хайфы
- Тегеранское дерби, между «Персеполис» и «Эстегляль»
- Дерби Джидды, между «Аль-Ахли» и «Аль-Иттихад»
- Узбекское Эль-Класико[англ.], между «Пахтакором» и «Нефтчи»

#### Остальное
Остальные известные дерби среди клубов:
- Межконтинентальное дерби, между «Галатасарай» и «Фенербахче»
- Среднеазиатское дерби, между «Кайратом» и «Пахтакором»
- Мельбурнское дерби[англ.], между «Мельбурн Виктори» и «Мельбурн Сити»
- Big Blue[англ.], между «Мельбурн Виктори» и «Сидней»

### Дерби сборных

#### Дерби сборных Европы
Самые известные дерби среди сборных в Европе:
- Австрия и Германия
- Англия и Франция
- Англия и Португалия
- Англия и Хорватия
- Англия и Шотландия
- Болгария и Румыния
- Болгария и Греция
- Германия и Англия
- Германия и Нидерланды
- Германия и Польша
- Германия и Португалия
- Германия и Чехия
- Греция и Турция
- Дания и Швеция
- Испания и Португалия
- Италия и Франция
- Сербия и Хорватия
- Чехия и Словакия

#### Дерби сборных Южной Америки
Самые известные дерби среди сборных в Южной Америке:
- Суперкласико де лас Америкас, между Аргентиной и Бразилией
- Аргентина и Парагвай
- Аргентина и Уругвай
- Аргентина и Чили
- Бразилия и Колумбия
- Бразилия и Парагвай
- Бразилия и Уругвай
- Бразилия и Чили
- Парагвай и Уругвай
- Парагвай и Чили
- Перу и Чили

#### Дерби сборных Северной Америки
Самые известные дерби среди сборных в Северной Америке:
- Гондурас и Коста-Рика
- Канада и США
- Мексика и США

#### Дерби сборных Африки
Самые известные дерби среди сборных в Африке:
- Алжир и Марокко
- Алжир и Ливия
- Алжир и Тунис
- Египет и Ливия
- Ливия и Тунис
- Камерун и Нигерия

#### Дерби сборных Азии
Самые известные дерби среди сборных в Азии:
- Ирак и Иран
- Казахстан и Узбекистан
- Республика Корея и КНДР
- Республика Корея и Япония
- КНДР и Япония

## Хоккей
- Армейское дерби, между СКА и ЦСКА
- Зелёное дерби, между «Ак Барс» и «Салават Юлаев»
- Московское дерби, между ЦСКА и «Спартак»
- Уральское дерби, между Трактор и Автомобилист
- Сибирское дерби, между Сибирь и Авангард
- Дальневосточное дерби, между Амур и Адмирал

## Баскетбол
- Дерби Ленинградки, между ЦСКА и Химки

## Мини-футбол (футзал FIFA)
- Коми дерби, между «Новой генерацией»  (Сыктывкар) и «Ухтой»
- Сибирские дерби:
  - между «Тюменью» и «Газпромом-Югрой» (Югорск, Ханты-Мансийский АО)
  - между «Тюменью» и «Сибиряком» (Новосибирск)
- Урало-сибирское дерби, между «Синарой» (Екатеринбург) и «Тюменью» (также неформально именуется «чёрно-белым дерби» из-за одинаковых цветов формы обеих команд)
- Футзальное О Класико (Вечное дерби португальского футзала, Лиссабонское дерби), между «Спортингом» и «Бенфикой»
- Футзальное Эль Классико, между «Интер Мовистаром» и «Эль Посо Мурсия»
- Каталонское дерби, между «Барселоной» и «Санта-Коломой[англ.]»
- Дерби Cевера штата Санта-Катарина, между «Жоинвили» и «Жарагуа»
- Дерби штата Сан-Паулу, между «Магнусом Сорокабой» и «Коринтиансом»
- «Утиное» дерби, между «Пату» и «Марреку[порт.]»

## Медиафутбол
- Соперничество футбольных клубов «Амкала» и 2DROTS